# Порденоне
Порденоне (итал. Pordenone, фурл. Pordenon) град је у северној Италији. Град је средиште истоименог округа Порденоне у оквиру италијанске покрајине Фурланија-Јулијска крајина.
Град Порденоне добије име извођењем из латинског назива места Portus Naonis, у преводу Мост преко реке Наон.

## Географија
Град Порденоне налази се у источном делу Падске низије. Град се сместио на ободу равнице, у подгорини северно положених Алпа.

## Историја
Порденоне се као насеље образовао у средњем веку око некадашњег староримског моста. И пре тога ово подручје је било насељено и култивисано. 1378. године град је припао Хабзбурговцима, да би као важно насеље у области 1514. године прешао у руке Млетака. у том положају је остао све до распада Млетачке републике 1797. г. 1866. године град је припојен новооснованој држави Италији.
Порденоне је претрпео разарања током Првог светског рата, али је убрзо обновљен. После рата развој индустрије и присуство војске омогућили су граду брз напредак. 

## Становништво
Према резултатима пописа становништва 2011. у општини је живело 50.583 становника.
| 1931.  | 1936.  | 1951.  | 1961.  | 1971.  | 1981.  | 1991.  | 2001.  | 2011.  |
| ------ | ------ | ------ | ------ | ------ | ------ | ------ | ------ | ------ |
| 23.481 | 22.174 | 27.171 | 34.055 | 47.364 | 52.094 | 50.192 | 49.122 | 50.583 |

Порденоне данас има преко 50.000 становника, махом Италијана. Током протеклих деценија у град се доселило много досељеника из иностранства, највише са Балкана.

## Партнерски градови
- Шпитал
- Иркутск
- Сан Мартин
- Окава

## Галерија
- Катедрала са звоником у првом плану
- Црква св. Марије
- Градски парк
- Положај града у истоименом округу